# Menno Vloon
Menno Vloon (Zaandam, 11 de mayo de 1994) es un deportista neerlandés que compite en atletismo, especialista en la prueba de salto con pértiga.
En los Juegos Europeos de Cracovia 2023 consiguió una medalla de oro en su especialidad. Ganó una medalla de oro en el Campeonato Europeo de Atletismo en Pista Cubierta de 2025.

## Palmarés internacional
| Juegos Europeos                      | Juegos Europeos          | Juegos Europeos | Juegos Europeos   |
| Año                                  | Lugar                    | Medalla         | Prueba            |
| ------------------------------------ | ------------------------ | --------------- | ----------------- |
| 2023                                 | Chorzów (Polonia)        | Medalla de oro  | Salto con pértiga |
| Campeonato Europeo en Pista Cubierta |                          |                 |                   |
| Año                                  | Lugar                    | Medalla         | Prueba            |
| 2025                                 | Apeldoorn (Países Bajos) | Medalla de oro  | Salto con pértiga |